# Doxocopa huambiensis
Doxocopa huambiensis är en fjärilsart som beskrevs av Prüffer 1922. Doxocopa huambiensis ingår i släktet Doxocopa och familjen praktfjärilar. Inga underarter finns listade i Catalogue of Life.